# The Amityville Horror (phim 2005)
Ngôi nhà Amityville là bộ phim kinh dị siêu nhiên năm 2005 do Andrew Douglas đạo diễn và được Scott Kosar viết kịch bản. Đây là một bộ phim làm lại bộ phim The Amityville Horror năm 1979 và bộ phim thứ chín dựa trên cuốn tiểu thuyết cùng tên của Amityville Horror của Jay Anson, trong đó ghi lại những kinh nghiệm của gia đình Lutz sau khi họ chuyển đến một ngôi nhà trên Long Island, nơi đã diễn ra vụ giết người hàng loạt của Ronald DeFeo Jr., người đã giết sáu thành viên của gia đình ông ở đó năm 1974.